# Michele Collins
Michele Lenore Collins, född 12 juni 1957 i San Francisco, är en amerikansk skådespelare, clown och komiker.

## Filmografi
- 2002 – Jobba hem, jobba hem!
- 2009 – Mammut
- 2010 – Dark Side